# Drašlar
Drašlar je priimek v Sloveniji, ki ga je po podatkih Statističnega urada Republike Slovenije na dan 1. januarja 2010 uporabljalo 15 oseb in je med vsemi priimki po pogostosti uporabe uvrščen na 15.151. mesto.

## Znani nosilci priimka
- Kazimir Drašlar (*1941), biolog, fiziolog, univ. prof.
- Mirko (Kazimir) Drašlar (1905-1987), pevec in igralec